# Тразарих (военный магистр)
Тразарих (Тразарик; лат. Trasaricus; умер не ранее 589) — византийский военный магистр в Риме в 580-х годах.

## Биография
Единственный раннесредневековый исторический источник о Тразарихе — датированная июлем 589 года эпитафия из римской базилики Святой Пракседы. В ней Тразарих назван близким родственником (лат. nepus) умершего тогда Вилиариха, местом погребения которого был этот храм. По разным интерпретациям, Тразарих мог быть его дедом или дядей.
На основании эпитафии Вилиариха невозможно установить происхождение Тразариха. Однако ономастические данные позволяют считать его близким родственником короля гепидов Тразариха. Тот после поражения в войне с королём остготов Теодорихом Великим в 504—505 годах покинул свои владения и поступил на службу к византийскому императору Анастасию I. Мнение о том, что одноимённые король и военный магистр — одна персона, ошибочно. Также возможно, что Тразарих мог иметь близкие родственные отношения с представителями других германских народов (например, остготами или лангобардами) или даже принадлежать к ним этнически.
В эпитафии из базилики Святой Пракседы Тразарих упоминается как военный магистр: то есть как один из наиболее высокопоставленных военачальников Византийской Италии того времени. Он занимал эту должность в Риме, где была обнаружена эпитафия Вилиариха. Возможно, Тразарих начал свою военную службу ещё при императоре Юстиниане I. Некоторые историки приписывают ему возведение в Гемимонте крепости Фразариха (ср.-греч. τοῦ Θρασαρίχου), получившей название по имени своего основателя. Об этом укреплении упоминается в труде Прокопия Кесарийского «О постройках». Однако каких-либо достоверных свидетельств о причастности этого Тразариха к строительству этой крепости нет.
Тразарих и Вилиарих принадлежали к византийской знати, занимая очень высокое положение среди тогдашней аристократии Италии. Так как в эпитафии 589 года Тразарих не назван уже скончавшимся, возможно, он в то время был ещё жив и всё ещё занимал должность военного магистра в Риме. Упоминание Тразариха в тексте, находившемся в окормляемой папами римскими церкви, свидетельствует, что он, скорее всего, исповедовал никейское христианство.